# Georgie
Georgie (anglicky Georgia  [ˈdʒɔrdʒə]IPA, oficiálně State of Georgia) je stát nacházející se na východním pobřeží Spojených států amerických, v Jihoatlantské oblasti jižního regionu USA. Georgie hraničí na severovýchodě s Jižní Karolínou, na severu se Severní Karolínou a Tennessee, na západě s Alabamou a na jihu s Floridou. Východní ohraničení státu tvoří Atlantský oceán.
Se svou rozlohou 153 909 km² je Georgie 24. největším státem USA, v počtu obyvatel (10,3 milionů) je však osmým nejlidnatějším státem a s hodnotou hustoty zalidnění 69 obyvatel na km² je na osmnáctém místě. Hlavním a největším městem je Atlanta se 460 tisíci obyvateli. Dalšími největšími městy jsou Columbus (200 tisíc obyv.), Augusta (200 tisíc obyv.), Macon (200 tisíc obyv.) a Savannah (150 tisíc obyv.). Georgii patří 161 km pobřeží Atlantského oceánu. Nejvyšším bodem státu je vrchol Brasstown Bald s nadmořskou výškou 1458 m v pohoří Blue Ridge Mountains. Největšími toky jsou řeky Savannah, tvořící hranici s Jižní Karolínou, a Altamaha, které se obě vlévají do Atlantského oceánu, a Chattahoochee.
Britská kolonie, pojmenovaná po králi Jiřím II., vznikla na území dnešní Georgie v roce 1733. Provincie se roku 1776 stala jedním z původních třinácti zakládajících států USA. Georgie jako čtvrtý stát v pořadí ratifikovala Ústavu Spojených států amerických, k čemuž došlo 2. ledna 1788. Za americké občanské války byla Georgie v letech 1861–1865 součástí Konfederace, k Unii byla opět připojena roku 1870.

## Historie
Na území Georgie žilo do evropské kolonizace kontinentu mnoho indiánských kmenů. Není přesně známo, kdo byl první Evropan, který zahlédl území Georgie. Pravděpodobně to byl Juan Ponce de Leon, který plul kolem pobřeží při průzkumech Floridy. V roce 1526 se na území Georgie pokoušel založit osadu Lucas Vasques de Ayllon.
V příštích letech se na území dostávalo stále více španělských kolonizátorů, kteří pronikali stále více do vnitrozemí. Za sebou nechávali stopu zkázy. Vyhubili nemocemi a bojem téměř veškeré domorodé obyvatelstvo. Místní indiánská kultura definitivně zmizela do roku 1560. Zbylé kmeny utekly před nemilosrdnými Španěly hluboko do vnitrozemí, kde je ovšem za několik staletí čekal stejný osud, tentokrát již z rukou americké armády.
Zhruba za sto let si začali o Georgii usilovat Angličané, kteří mezitím obsadili severní části kontinentu. V roce 1670 se konflikt mezi Španělskem a Anglií značně vyostřil, když se Anglické kolonie rozšířily až do sousedství španělských držav. Španělé měli tendence pokračovat v kolonizaci dále na sever, kde byla anglická kolonie Karolína. Po prohraných bitvách se nakonec Španělé z území Georgie stáhli a Angličané jej pojmenovali po králi Jiřím II.
V roce 1730 James Oglethorpe prosazoval názor, aby na území Georgie byly deportovány osoby dlužící státu peníze za neplacení daní. 12. února 1733 přistáli první osadníci na pobřeží Georgie a založili osadu, z které postupně vyrostlo město Savannah.
Georgie byla jednou ze třinácti kolonií, které se vzbouřily proti Britské koloniální vládě v Americké revoluci za nezávislost. Po porážce Anglie a uznání samostatnosti již nic nebránilo vzniku USA. Georgie byla 4. státem, který ratifikoval Ústavu Spojených států. Stalo se tak 2. ledna 1788.
19. ledna 1861 se Georgie odštěpila od Unie a 4. února se připojila ke vznikající Konfederaci podporující otroctví. Po porážce Konfederace v občanské válce byla po rekonstrukci válkou zničené země Georgie připojena zpět k Unii 15. července 1870 jako poslední z odštěpených států.

## Symboly

### Vlajka
Georgijská vlajka je tvořena listem o poměru stran 2:3 se třemi vodorovnými pruhy: červeným, bílým a červeným. V horním rohu vlajky je modré karé obsahující 13 bílých pěticípých hvězd vytvářejících kruh. Každá z hvězd je pootočena tak, aby dva její cípy směřovaly do kruhu a ostatní tři ven. Uvnitř kruhu je vnitřní část lícové strany státní pečeti Georgie, zobrazující tři sloupy podepírající klenbu s nápisem CONSTITUTION (česky Ústava), které jsou omotány stuhami se státním mottem: WISDOM, JUSTICE, MODERATION (česky Moudrost, spravedlnost a umírněnost). U prostředního sloupu stojí na stráži muž oblečený v koloniálním oděvu, jako voják z americké revoluce. V ruce drží meč. Pod tímto znakem je motto: IN GOD WE TRUST (česky Věříme v Boha).

### Další symboly
Mottem státu je „Wisdom, Justice and Moderation“, květinou Rosa laevigata, stromem stálezelený dub, ptákem drozdec hnědý a písní Georgia on my Mind.

## Geografie
Georgie na jihu hraničí s Floridou, na východě s Jižní Karolínou a Atlantským oceánem. Západní hranici má se státem Alabama a severní hranici tvoří státy Tennessee a Severní Karolína. Severní část státu je tvořena Apalačským pohořím. Střední část Georgie je kopcovitá úrodná krajina z které se stává na jihu pláň sahající až k oceánu. Nejvyšší hora v Georgii je Brasstown Bald.
- Nejvyšší bod: 1458 m n. m.
- Nejnižší bod: 0 m n. m.
- Střední nadmořská výška: 180 m
- Šířka státu: 370 km
- Délka státu: 480 km

## Ekonomika

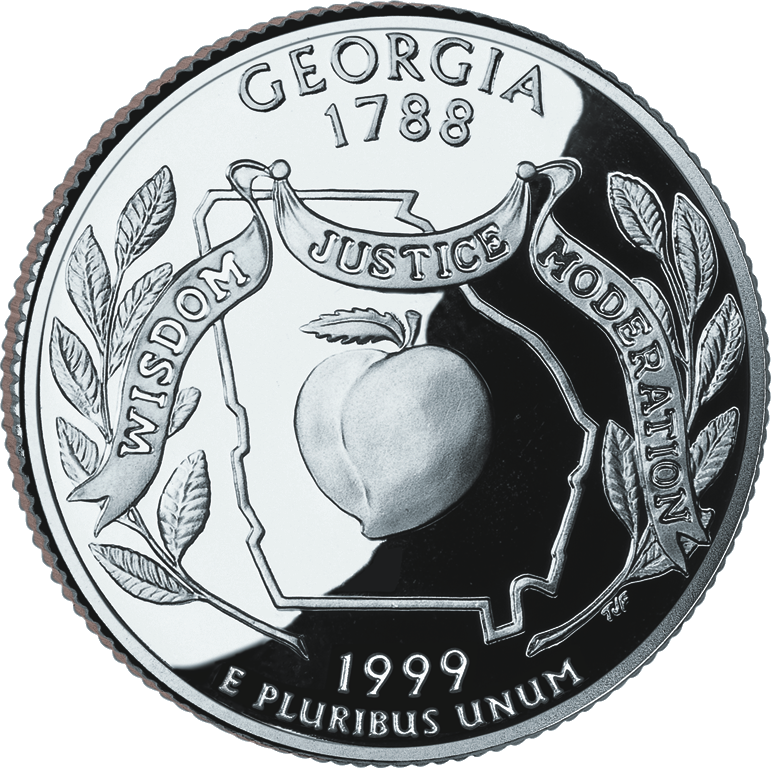
Čtvrtdolar státu Georgie (pamětní mince), autor T. James Ferrell

Ekonomika Georgie patří mezi vysoce prosperující v USA. HDP Georgie činí 275 miliard dolarů, což ji umisťuje na 10. místo v USA. Roční příjem na obyvatele je 28 145 dolarů (2 345 dolarů měsíčně). To odpovídá pro porovnání příjmům ve Švédsku.
- Hlavní zemědělské produkty: Chov drůbeže, vejce, chov prasat a dobytka, mléko a mléčné výrobky, arašídy, zelenina.
- Hlavní průmyslová produkce: Textil, zpracování potravin, papír, chemické výrobky, elektrická zařízení a turistika.

## Demografie
Podle sčítání lidu z roku 2010 zde žilo 9 687 653 obyvatel.
- Hlavní a největší město je Atlanta (416 474 obyvatel)
- Další důležitá města: Savannah (257 889), Augusta (199 775), Columbus (186 291)

### Rasové složení
- 59,7 % Bílí Američané (nehispánští běloši 55,9 % + běloši hispánského původu 3,9 %)
- 30,5 % Afroameričané
- 0,3 % Američtí indiáni
- 3,2 % Asijští Američané
- 0,1 % Pacifičtí ostrované
- 4,0 % Jiná rasa
- 2,1 % Dvě nebo více ras

Obyvatelé hispánského nebo latinskoamerického původu, bez ohledu na rasu, tvořili 8,8 % populace.

### Náboženství
Podobně jako ostatní jižní státy i Georgie je protestantská. Církevní příslušnost obyvatel je následující:
- křesťané 85 %
  - protestanti 76 %
    - baptisté 39 %
    - metodisté 12 %
    - presbyteriáni 3 %
    - letniční 3 %
    - ostatní protestanti 19 %

  - římští katolíci 8 %
  - ostatní křesťané 1 %
- jiná náboženství 2 %
- bez vyznání 13 %

## Osobnosti
- Stacey Abramsová (* 9. prosince 1973), politička za demokratickou stranu, právnička a aktivistka
- Jimmy Carter (* 1. října 1924), 39. prezident Spojených států amerických v letech 1977-1981
- John Lewis (1940–2020), obhájce občanských práv a politik
- Laurence Fishburne (* 30. července 1961), herec a producent